# خافيير ألميرون
خافيير ألميرون (بالإسبانية: Javier Alejandro Almirón)‏ هو لاعب كرة قدم أرجنتيني في مركز الدفاع، ولد في 9 فبراير 1980 في لانوس في الأرجنتين. شارك مع منتخب الأرجنتين تحت 17 سنة لكرة القدم. أما مع النوادي، فقد لعب مع بوليديبورتيفو إيخيذو وديبورتيفو ألافيس ولوخ إينيرجيا فلاديفوستوك ونادي تينيريفي ونادي جيرونا ونادي لانوس.